# Albersbösch
Albersbösch ist ein Stadtteil der Kreisstadt Offenburg. Zu Albersbösch gehört der Wohnplatz Kreuzschlag.

## Geographie
Der Stadtteil Albersbösch liegt im Westen Offenburgs, südlich des Stadtteils Waltersweier, östlich von Schutterwald und südöstlich des Stadtteils Elgersweier.

## Geschichte
Der Stadtteil Albersbösch wurde 1952 von Oberbürgermeister Karl Heitz gegründet und bebaut. Mit dem Bau des Stadtteils gelang der Stadt Offenburg, geographisch gesehen, der Sprung über die Kinzig. Früher befand sich in Albersbösch das Gelände des Burda-Sport-Club. Im November 2023 brannten mehrere Reihenhäuser in Albersbösch.

## Kultur und Sehenswürdigkeiten

### Bauwerke
- Heilig-Geist-Kirche
- Evangelische Erlöserkirche mit Gemeindezentrum

### Vereinsleben

#### Narrenzunft Waldwurz
Im Frühjahr 1980 trafen sich interessierte Personen unter Leitung des späteren Gründungs-Oberzunftmeisters Walter Lindner zu Gesprächen über die Gründung einer Narrenzunft in Albersbösch. Der Name der Zunft bezieht sich auf den Stadtwald und die daraus begehrten Wurzeln. Am 25. April 1980 wurde die Zunft offiziell im Hotel Hubertus gegründet. Zusammen mit dem Holzschnitzer Schultis aus Haslach entwarf man dann eine Maske. Das Häs besteht aus in Blattform gestanzten Filzstücken, in den Waldfarben braun und grün, die von den Mitgliedern selbst auf einen Stoffuntergrund aufgenäht werden. Sowohl Maske als auch Häs stellen ein Wesen aus dem Wald dar, eben den Waldwurz. 1981 trat man erstmals in der Öffentlichkeit auf, nämlich auf dem Offenburger Narrentag. Noch im selben Jahr war man Gründungsmitglied des Ortenauer Narrenbundes. 1986 konnte man nach vielen Arbeitsstunden den eigenen Narrenkeller in der Eichdorff-Schule beziehen. 1995 wurden die Uniformen für den Narrenrat geschaffen. Seit 1997 gibt es die Kräuterwieble als Einzelfiguren in der Zunft. Ein Jahr später kam noch das Wurzelmännle als Einzelfigur hinzu. Diese beiden Figuren tragen jeweils keine Maske. Fester Bestandteil des Terminkalenders der Zunft ist das symbolische Wurzelsuchen im Stadtwald.

## Wirtschaft und Infrastruktur

### Verkehr
Durch Albersbösch führt die Landesstraße 99. Durch Albersbösch fahren Busse der SWEG.

### Bildung
In Albersbösch gibt es einen Kindergarten und die Eichdorff-Schule.

## Persönlichkeiten
- Karl Heitz (1900–1977), Oberbürgermeister von Offenburg, gründete Albersbösch
- Rainer Disse (1928–2008), Architekt, Architekt der Heilig-Geist-Kirche